# Dave Colman
Dave Colman (Bristol, 29 september 1944) is een Brits musicus en radio-dj. In 1964 vertrok hij tijdens de beatboom naar Duitsland. Hier had hij een aantal hits met Casey Jones & The Governors. Na een korte soloperiode was hij 27 jaar lang radio-dj voor de WDR, waaronder voor zijn Dave Colman Show.

## Biografie
In 1963 speelde hij bij Casey Jones & The Engineers, waarmee hij Eric Clapton verving. Op 30 april 1964 bracht de beatboom hem en de andere bandleden naar Duitsland waar hij een groot deel van zijn leven is blijven wonen. Nadat de naam van de band gewijzigd was naar Casey Jones & The Governors, hadden ze zes hits in Duitsland, waaronder Don’t ha ha (1965) op nummer 2 en Jack the ripper (1965) op nummer 9. Ook bereikte hun album Don’t ha ha de top 10. Nadat Jones de band verliet, gingen ze verder als Gaslight Union en verschenen er nog vier singles. Vervolgens ging Colman solo verder en bracht hij nog twee singles uit.
In 1969 werd hij radio-dj en had hij zijn eigen show op de WDR, de Dave Colman Show. Verder presenteerde hij Radiothek, Country & Western currently en Free ride into the weekend. Hij bleef tot 1997 dj voor de WDR.
Hiernaast was hij ook songwriter. Toen hij nog bij de WDR uitzond, schreef hij samen met Günter Lammers Take a look at me die Pussycat in 1982 op een single uitbracht. Nadat hij de WDR verliet, schreef hij een musical en verder nog een cursus die werd uitgegeven via Bassline Records in Keulen.
Tegenwoordig heeft hij een eigen radio-uitzending op de muziekzender PopStop.